# Бруцоло
Бруцоло (італ. Bruzolo, п'єм. Bruzeul) — муніципалітет в Італії, у регіоні П'ємонт,  метрополійне місто Турин.
Бруцоло розташоване на відстані близько 560 км на північний захід від Рима, 45 км на захід від Турина.
Населення — 1537 осіб (2014).
Щорічний фестиваль відбувається 27 грудня. Покровитель — San Giovanni evangelista.

## Демографія
Населення за роками:

Станом на 1 січня 2023 року в муніципалітеті офіційно проживали 53 іноземці з 14 країн, серед них 36 громадян країн Євросоюзу та 3 громадяни України.

## Сусідні муніципалітети
- К'янокко
- Кондове
- Сан-Дідеро
- Сан-Джоріо-ді-Суза
- Уссельйо